# (178) Belisana
(178) Belisana és un asteroide que pertany al cinturó d'asteroides descobert el 6 de novembre de 1877 per Johann Palisa des de l'observatori de Pula, a Croàcia. Rep el nom per Belisana, una deessa de la mitologia cèltica.